# クラスナホルカイ・ラースロー
クラスナホルカイ・ラースロー（ハンガリー語: Krasznahorkai László [ˈkrɒsnɒhorkaiˌlɑ̈ːsloː]、1954年1月5日 - ）は、ハンガリーの小説家。

## 経歴
ベーケーシュ県生まれ。エトヴェシュ・ロラーンド大学卒業。出版社勤務を経て1983年から執筆活動を開始。特徴のある語彙の使い方と物事の特異な描写が非常に長い文章で書き綴られた文体で知られ、ハンガリーの辺境を舞台に、貧困、抑圧、暴力など人間を取り巻く絶望的で不条理な状況を描く。
代表作の『抵抗の憂鬱』、『サタンタンゴ』、は同じハンガリー出身の映画監督タル・ベーラの映画の（脚本も執筆）原作でもある。国際交流基金招聘フェローとして、2000年、2005年にそれぞれ半年間京都に滞在した経験から『北は山、南は湖、西は道、東は川』を上梓した。

## 受賞歴
- 2014年 ヴィレニツァ国際文学賞
- 2015年 ブッカー国際賞
- 2019年 全米図書賞翻訳部門
- 2021年 オーストリア国家賞

## 邦訳作品
- 『北は山、南は湖、西は道、東は川』早稲田みか訳 松籟社 2006

## 代表作
- Satantango, 1985.
- Relations of grace, 1986.
- Melancholy of resistance, 1989.
- The prisoner of Urga, 1992.
- War and war, 1999.
- From North a Hill, from South a Lake, from East a road, from West a river, 2003. 
  - 『北は山、南は湖、西は道、東は川』早稲田みか訳 松籟社 2006
- Destroy and Sorrow under the Heaven, 2004
- Seiobo was Walking Down There. 2008
- The Last of the Wolves. 2009
- Ananimalisinside". 2010